# Adamantina
Adamantina es un municipio brasileño del interior del estado de São Paulo. Tiene cerca de 35 mil habitantes y su territorio ocupa un área de poco más de 411 km².

## Historia
El nombre dado al municipio respetó el criterio utilizado por la Compañía del Ferrocarril Paulista, según la cual los poblados de parada deberían tener nombres femeninos, en secuencia alfabética.
Su historia también está asociada a la Compañía de Agricultura, Inmigración y Colonización (CAIC) que, en 1937, se emplazó en la zona del río Aguapeí y el río Peixe, reiniciando la colonización de la región en continuidad al proceso que ya había comenzado el Estado.

## Geografía
- CEP: 17800-000
- Altitud: 453 m
- Área Total: 411,8 km²
- Latitud: sede del municipio: 21º41'07" sur
- Longitud: sede del municipio: 51º04"21" oeste

### Clima
- Media anual 23,9 °C
- Mes más caliente enero 26,4 °C
- Mes más frío julio 19,0 °C
- Máxima absoluta 40,9 °C
- Mínima absoluta -0,2 °C
- Tipo climático:   clima tropical de sabana (Aw), de acuerdo con la clasificación climática de Köppen.

### Hidrografía
- Río Aguapeí o Feio

### Carreteras
- SP-294 - Carretera Comandante João Ribeiro de Barros.

## Demografía
| Población histórica del municipio | Población histórica del municipio | Población histórica del municipio | Población histórica del municipio |
| Año                               | Población                         |                                   | %±                                |
| --------------------------------- | --------------------------------- | --------------------------------- | --------------------------------- |
| 1950                              | 35 223                            |                                   | —                                 |
| 1960                              | 34 206                            |                                   | −2,9%                             |
| 1970                              | 31 798                            |                                   | −7,0%                             |
| 1980                              | 32 049                            |                                   | 0,8%                              |
| 1991                              | 32 091                            |                                   | 0,1%                              |
| 2000                              | 33 497                            |                                   | 4,4%                              |
| 2010                              | 33 797                            |                                   | 0,9%                              |
| 2022                              | 34 687                            |                                   | 2,6%                              |
| [ 4 ] [ 5 ] [ 6 ] [ 7 ]           |                                   |                                   |                                   |

Censo - 2000
Población total: 33.497
- Urbana: 30.368
- Rural: 3.129
  - Hombres: 16.321
  - Mujeres: 17.176

Densidad demográfica (hab./km²): 81,34
Mortalidad infantil hasta 1 año (por mil): 14,96
Expectativa de vida (años): 71,71
Tasa de fecundidad (hijos por mujer): 1,98
Tasa de alfabetización: 90,52%
- Índice de Desarrollo Humano ([IDH]): 0,812

- IDH-M Salario: 0,753
- IDH-M Longevidad: 0,779
- IDH-M Educación: 0,903

- Población estimada el 1 de julio de 2005 (IBGY: 34.378 habitantes.

(Fuente: IPEADATA)

## Educación
- Establecimientos de educación préscolar: 10
- Establecimientos de educación fundamental: 11
- Establecimientos de educación medio: 8
- Establecimientos de educación superior: 1 facultad

## Salud
- Hospital de Santa Casa de Adamantina

## Medios de comunicación
En telecomunicaciones, la ciudad era atendida por Telecomunicações de São Paulo. En julio de 1998 fue adquirida por la empresa española Telefónica, que adoptó la marca Vivo en 2012. Actualmente la empresa es operadora de telefonía móvil, línea fija, internet (fibra óptica/4G) y televisión (satélite y cable).

## Religión
El Cristianismo está presente en la ciudad de la siguiente manera:

### Iglesia Católica
La iglesia católica del municipio forma parte de la Diócesis de Marília.

### Iglesia Protestante
En la ciudad están presentes las más diversas creencias evangélicas, principalmente pentecostales, incluidas las Asambleas de Dios de Brasil (la iglesia evangélica más grande del país), Congregación Cristiana, entre otras. Estas denominaciones están creciendo cada vez más en todo Brasil.

## Ciudadanos Ilustres
- Carlos Tramontina - Jornalista
- Paulo Roberto Beloto - Obispo Católico
- Nicolas Santos - Tenista
- Gabriel de Ataide Lima: poeta